# Flávio Migliaccio
Flávio Migliaccio (São Paulo, 26 de agosto de 1934 – Rio Bonito, 4 de maio de 2020) foi um ator, produtor, diretor e roteirista brasileiro. Tornou-se conhecido pelos personagens Tio Maneco dos filmes Aventuras com Tio Maneco e Maneco, O Super Tio, e Xerife da novela O Primeiro Amor e do seriado infantil Shazan, Xerife & Cia.

## Biografia
Flávio Migliaccio nasceu na cidade de São Paulo, no bairro do Brás. Foi um dos dezessete filhos de Domingos Migliaccio (de ascendência sul-italiana) e Jandira Machado, entre eles a atriz e comediante Dirce Migliaccio, morta em 2009.
Casado com Yvonne Migliaccio, e pai do jornalista Marcelo Migliaccio, Flávio iniciou a carreira atuando em peças de teatro na periferia de São Paulo, onde logo descobriu a sua veia cômica. Participou de um grupo de teatro da igreja de Tucuruvi, onde ficou por três anos, até chegar a ator principal e diretor. Como precisava ganhar dinheiro, teve que arrumar outras ocupações, trabalhando como balconista e mecânico. Em 1954, depois de fazer o curso de teatro do diretor italiano Ruggero Jacobbi, começou a carreira de ator profissional no Teatro de Arena. Seu primeiro papel foi o de um cadáver, na peça Julgue Você.
Aos 25 anos, estreou no cinema em O Grande Momento, de Roberto Santos. Em 1965, participou como co-roteirista e ator no filme sueco My Home Is Copacabana [en], obra que ganharia diversos prêmios internacionais. Atuaria também em clássicos do cinema brasileiro como Cinco Vezes Favela, A Hora e a Vez de Augusto Matraga, Terra em Transe e Todas as Mulheres do Mundo. Flávio era conhecido pelo seu personagem Xerife na série de TV brasileira Shazan, Xerife e Cia., e pelo papel de Tio Maneco, na série exibida pela TVE. Na Rede Globo, destacou-se pelos trabalhos nas novelas Rainha da Sucata, Perigosas Peruas, A Próxima Vítima, Vila Madalena, Senhora do Destino, Passione entre outras.
Flávio ganhou um processo contra a TVE (sucedida pela Acerp - Associação de Comunicação Educativa Roquete Pinto), e que já tramitava na Justiça havia mais de vinte anos, pela destruição de quatrocentos capítulos da série "Tio Maneco", que estrelou. A indenização seria pela perda do acervo e por danos morais. No entanto, morreu antes de receber a indenização. Já tinha ganho a causa, mas o processo estava na fase de cálculo do valor por um perito. Segundo seu advogado, a Acerp pediu a anulação da ação, mas em havendo a apresentação de um sucessor legal no processo, este seria habilitado a receber a indenização. Esse sucessor seria o único filho do ator, Marcelo Migliaccio.

## Morte
O ator foi encontrado morto em seu sítio, na localidade da Serra do Sambê, no município fluminense de Rio Bonito. A informação da morte foi confirmada pelo 35.º Batalhão da Polícia Rodoviária (BPRv) da Polícia Militar do Rio de Janeiro. O boletim de ocorrência foi registrado como suicídio. Segundo o boletim, o artista se enforcou com uma corda. Em sua residência foi encontrada uma nota de suicídio que dizia:
| “ | Me desculpem, mas não deu mais. A velhice neste país é o caos como tudo aqui. A humanidade não deu certo. Eu tive a impressão que foram 85 anos jogados fora num país como este. E com esse tipo de gente que acabei encontrando. Cuidem das crianças de hoje! Flávio. | ” |

### Reação de Lima Duarte
O ator Lima Duarte divulgou no dia seguinte, em um vídeo, que "entendia a atitude de Migliaccio", lembrando os trabalhos que fizeram juntos e dos "momentos difíceis" durante o período da ditadura militar. Lima contextualizou aquele período, o comparando à situação política atual pela qual passa o país.
| “ | Agora, quando sentimos o hálito putrefato de 64, o bafio terrível de 68, agora, 56 anos depois, quando eles promovem a devastação dos velhos, não podemos mais. Eu não tive a coragem que você teve. | ” |

No vídeo, Lima Duarte também citou o trecho de uma peça do escritor alemão Bertolt Brecht: "Aqueles que lavam as mãos (...) fazem isso em uma bacia de sangue".

## Teatro
Principais peças:
| Ano       | Título                                              |
| --------- | --------------------------------------------------- |
| 1956      | Julgue Você, de Pierre Conty                        |
| 1957      | Juno e o Pavão, de Sean O'Casey                     |
| 1958      | Eles não usam black-tie, de Gianfrancesco Guarnieri |
| 1959      | Chapetuba Futebol Clube, de Oduvaldo Vianna Filho   |
| 1960      | A Revolução na América do Sul, de Augusto Boal      |
| 1961      | Pintando de Alegre, autoria própria                 |
| 1961      | A Escada, de Jorge Andrade                          |
| 1961      | As Almas Mortas, de Nikolai Gogol                   |
| 1963      | A Ocasião Desfaz o Ladrão, autoria própria          |
| 1964      | Andorra, de Max Frisch                              |
| 1999      | Os Ratos do Ano 2030                                |
| 2011/2012 | O Criador de Monstros, com João Gabriel Balbi       |

## Filmografia

### Televisão
| Ano     | Título                                   | Personagem                         | Nota                                                             | Emissora   |
| ------- | ---------------------------------------- | ---------------------------------- | ---------------------------------------------------------------- | ---------- |
| 1958–59 | Grande Teatro Tupi                       | Vários personagens                 |                                                                  | Rede Tupi  |
| 1972    | O Primeiro Amor                          | Xerife                             |                                                                  | Rede Globo |
| 1972–74 | Shazan, Xerife e Cia.                    | Xerife                             |                                                                  | Rede Globo |
| 1974    | Corrida do Ouro                          | Sérgio                             |                                                                  | Rede Globo |
| 1974    | Caso Especial                            | Pedutti                            | Episódio: "Turma, Doce Turma"                                    | Rede Globo |
| 1975    | O Grito                                  | Osvaldo                            |                                                                  | Rede Globo |
| 1976    | Duas Vidas                               | Túlio                              |                                                                  | Rede Globo |
| 1976    | O Casarão                                | Coringa                            |                                                                  | Rede Globo |
| 1977    | O Astro                                  | Nestor da Silva (Neco)             |                                                                  | Rede Globo |
| 1978    | Sítio do Picapau Amarelo                 | Ptolomeu                           | Episódio: "O Outro Lado da Lua"                                  | Rede Globo |
| 1979    | Pai Herói                                | Genésio Camargo                    |                                                                  | Rede Globo |
| 1980    | Chega Mais                               | Taxista                            | Episódio: "4 de março"                                           | Rede Globo |
| 1981–87 | Viva o Gordo                             | Vários personagens                 |                                                                  | Rede Globo |
| 1981–85 | As Aventuras de Tio Maneco               | Maneco                             |                                                                  | TVE Brasil |
| 1982    | Chico Anysio Show                        | Vários personagens                 |                                                                  | Rede Globo |
| 1983    | Parabéns pra Você                        | Valdir                             |                                                                  | Rede Globo |
| 1989    | O Salvador da Pátria                     | Nilo Assunção                      |                                                                  | Rede Globo |
| 1990    | Rainha da Sucata                         | Osvaldo Moreiras (Seu Moreiras)    |                                                                  | Rede Globo |
| 1991    | O Sorriso do Lagarto                     | Cornélio                           |                                                                  | Rede Globo |
| 1992    | Perigosas Peruas                         | Venâncio Falcão                    |                                                                  | Rede Globo |
| 1992–99 | Você Decide                              |                                    | 5 episódios                                                      | Rede Globo |
| 1994    | Incidente em Antares                     | Gerônico Albuquerque               |                                                                  | Rede Globo |
| 1995    | A Próxima Vítima                         | Vitório Giovanni (Vitinho)         |                                                                  | Rede Globo |
| 1995    | Engraçadinha: Seus Amores e Seus Pecados | Piragibe Sandini                   |                                                                  | Rede Globo |
| 1996    | Quem É Você?                             | Seu Jacinto                        |                                                                  | Rede Globo |
| 1996    | Caça Talentos                            | Jazão                              | Episódio: "Jazão Mega Boss"                                      | Rede Globo |
| 1997    | O Amor Está no Ar                        | José da Pena (Peninha)             |                                                                  | Rede Globo |
| 1997    | Sai de Baixo                             | Pestana                            | Episódio: "Quem Não Tem Cão Casa com Gato"                       | Rede Globo |
| 1998    | Era uma Vez...                           | Xerife                             | Participação especial                                            | Rede Globo |
| 1998    | Torre de Babel                           | Técnico Caju                       |                                                                  | Rede Globo |
| 1999    | Chiquinha Gonzaga                        | Vaga-Lume                          |                                                                  | Rede Globo |
| 1999    | Vila Madalena                            | Ângelo Xavier                      |                                                                  | Rede Globo |
| 1999    | O Belo e as Feras                        | Jorge                              | Episódio: "A Desgraça Mora ao Lado"                              | Rede Globo |
| 2000    | Brava Gente                              | Teodoro                            | Episódio: Enquanto a Noite Não Chega                             | Rede Globo |
| 2001    | Brava Gente                              | Tio velho                          | Episódio: "O Morto do Encantado Morre e Pede Passagem"           | Rede Globo |
| 2001    | Brava Gente                              | Anquilóstom                        | Episódio: "Arioswaldo e Sua Mãe Centenária"                      | Rede Globo |
| 2001    | As Filhas da Mãe                         | Barnabé                            |                                                                  | Rede Globo |
| 2001    | Brava Gente                              | Anquilóstom                        | Episódio: "Arioswaldo e o Casamento de Sua Velha Mãe Centenária" | Rede Globo |
| 2001    | Brava Gente                              | Anquilóstom                        | Episódio: "O Natal de Arioswaldo"                                | Rede Globo |
| 2002    | Brava Gente                              | Anquilóstom                        | Episódio: "Arioswaldo e o Lobisomem"                             | Rede Globo |
| 2002    | Pastores da Noite                        | Alonso                             |                                                                  | Rede Globo |
| 2004    | Sítio do Picapau Amarelo                 | Iaú                                | Episódio: "A Menina da Silva"                                    | Rede Globo |
| 2004    | Senhora do Destino                       | Jacques Pedreira                   |                                                                  | Rede Globo |
| 2005    | América                                  | Velmiro                            |                                                                  | Rede Globo |
| 2005–06 | Clara e o Chuveiro do Tempo              | Vô Teodoro                         | Especial de fim de ano                                           | Rede Globo |
| 2006    | Sítio do Picapau Amarelo                 | Eremita                            |                                                                  | Rede Globo |
| 2007    | Sete Pecados                             | Nino Quirino                       |                                                                  | Rede Globo |
| 2008    | Casos e Acasos                           | Olavo                              |                                                                  | Rede Globo |
| 2009    | Caminho das Índias                       | Karan Ananda                       |                                                                  | Rede Globo |
| 2009    | Chico e Amigos                           | Antônio                            | Especial de fim de ano                                           | Rede Globo |
| 2010    | Passione                                 | Fortunato da Silva                 |                                                                  | Rede Globo |
| 2011–15 | Tapas & Beijos                           | Seu Chalita Assad                  |                                                                  | Rede Globo |
| 2016    | Êta Mundo Bom!                           | Dr. Josias da Conceição            |                                                                  | Rede Globo |
| 2018    | Malhação: Vidas Brasileiras              | Roberto Santos                     | Episódios: "7–10 de junho"                                       | Rede Globo |
| 2019    | Órfãos da Terra                          | Mamede Aud                         |                                                                  | Rede Globo |
| 2019    | Isso é Muito Minha Vida                  | Passageiro do ônibus               | Episódio: "8"                                                    | Rede Globo |
| 2020    | Hebe                                     | Sigesfredo Monteiro Camargo (Fego) |                                                                  | Rede Globo |

### Cinema
| Ano  | Título                                    | Papel                 |
| ---- | ----------------------------------------- | --------------------- |
| 1956 | O Grande Momento, de Roberto Santos       |                       |
| 1962 | Cinco Vezes Favela                        |                       |
| 1965 | A Hora e Vez de Augusto Matraga           | Quim Recadeiro        |
| 1965 | Fábula...Meu Lar é Copacabana             |                       |
| 1966 | Todas as Mulheres do Mundo                | Edu                   |
| 1967 | Terra em Transe                           |                       |
| 1968 | Como Vai, Vai Bem?                        |                       |
| 1968 | O Homem que Comprou o Mundo               | José Guerra           |
| 1969 | Máscara da Traição                        | Corrêa                |
| 1969 | Pobre Príncipe Encantado                  |                       |
| 1969 | A Penúltima Donzela                       | Padre                 |
| 1970 | Em Busca do Susexo                        |                       |
| 1970 | O Donzelo                                 |                       |
| 1971 | Pra Quem Fica, Tchau                      |                       |
| 1971 | Aventuras com Tio Maneco                  | Tio Maneco            |
| 1971 | Roberto Carlos a 300 Quilômetros por Hora | Luigi                 |
| 1972 | Os Machões                                | Chuca                 |
| 1975 | O Caçador de Fantasma                     | Tio Maneco            |
| 1978 | Maneco, O Super Tio                       | Tio Maneco            |
| 1989 | Os Trapalhões na Terra dos Monstros       | diretor do videoclipe |
| 1998 | Boleiros - Era uma Vez o Futebol...       | Naldinho              |
| 2006 | Boleiros 2 - Vencedores e Vencidos        | Naldinho              |
| 2007 | Os Porralokinhas                          | Tio Maneco            |
| 2009 | Verônica                                  | Seu Luis              |
| 2019 | Hebe: A Estrela do Brasil                 | Maestro Fego          |

## Parte Técnica

### Como diretor
Cinema
| Ano  | Título                              |
| ---- | ----------------------------------- |
| 1989 | Os Trapalhões na Terra dos Monstros |
| 1978 | Maneco, O Super Tio                 |
| 1975 | O Caçador de Fantasma               |
| 1971 | Assalto à Brasileira                |
| 1971 | Os Caras de Pau                     |
| 1962 | Os Mendigos                         |

### Como roteirista
Televisão
| Ano  | Título                        |
| ---- | ----------------------------- |
| 1991 | Estados Anysios de Chico City |

Cinema
| Ano  | Título                                                 |
| ---- | ------------------------------------------------------ |
| 1965 | Fábula...Meu Lar é Copacabana                          |
| 1978 | Maneco, O Super Tio                                    |
| 1971 | Aventuras com Tio Maneco                               |
| 1971 | Como Ganhar na Loteria sem Perder a Esportiva          |
| 1970 | O Donzelo                                              |
| 1969 | A Cama ao Alcance de Todos                             |
| 1962 | Cinco Vezes Favela (segmento: "Pedreira de São Diego") |

## Prêmios e indicações
| Ano  | Prêmio                             | Categoria                | Indicação        | Resultado | Ref    |
| ---- | ---------------------------------- | ------------------------ | ---------------- | --------- | ------ |
| 1972 | Troféu Imprensa                    | Melhor Revelação         | O Primeiro Amor  | Venceu    |        |
| 1995 | Prêmio APCA de Televisão           | Melhor Ator Coadjuvante  | A Próxima Vítima | Venceu    |        |
| 2019 | Prêmio APCA de Televisão           | Melhor Ator de Televisão | Órfãos da Terra  | Venceu    | [ 21 ] |
| 2021 | Grande Prêmio do Cinema Brasileiro | Melhor Ator Coadjuvante  | Jovens Polacas   | Indicado  |        |

## ligações externas
- Flávio Migliaccio no IMDb